# Santa María del Berrocal
Santa María del Berrocal – gmina w Hiszpanii, w prowincji Ávila, w Kastylii i León, o powierzchni 28,34 km². W 2011 roku gmina liczyła 443 mieszkańców.